# يان كوكي
يان كوكي (بالإنجليزية: Ian Cooke)‏ هو لاعب هوكي الحقل أسترالي، ولد في 6 مارس 1952.

## وصلات خارجية
- يان كوك على موقع أوليمبيديا (الإنجليزية)
- يان كوك على موقع اللجنة الأولمبية الأسترالية (الإنجليزية)